# タトラT3R.PLF
タトラT3R.PLFは、チェコ各地の路面電車で使用されている電車の1形式。チェコスロバキア時代に製造された路面電車車両・タトラT3の主要機器を流用して製造された部分超低床電車である。この項目では、電気機器が異なるタトラT3R.SLFや、ウクライナ、ロシア連邦でライセンス契約を受けて生産されている同型車両のタトラT3UA-3や71-412も併せて解説する。

## 概要
チェコ（旧：チェコスロバキア）各地の路面電車へ向けて導入されたタトラT3の機器を流用する形で製造された、1両での運転が可能な部分超低床電車。改造はT3の製造元であったČKDタトラの倒産以降同社で製造されていた路面電車車両の更新や新型車両の製造を実施しているアライアンスTW（Aliance TW Team）によって行われる。
前面形状はインダストリアルデザイナーのフランティシェク・カルダウスが手掛けたT3のオリジナルデザインが引き続き用いられている一方、「VarCB3LF」と呼ばれる車体は中央部が床上高さ350 mmの低床構造になっており、車内全体の36％が低床化されている。また中央部に存在する乗降扉の下には車椅子利用客向けの収納式スロープが搭載されている。低床部分の屋根上に移設された電気機器の種類によって形式が分かれており、チェコのセゲレツ（Cegelec）が展開するTVプログレス（TV Progress）を用いた車両は「T3R.PLF」、同じくチェコのシュコダ製の機器を導入した車両は「T3R.SLF」と呼ばれる。
連結器が設置されており総括制御による連結運転が可能だが、車体長が改造前（14.0 m）から15.1 mに延長した事から、停留所のプラットホームの長さの関係上T3R.PLFやT3R.SLF同士による運転は行われず、プラハ市電では従来型の高床車体を持つT3の改造車（T3R.P、T3R.PVなど）が必ず連結されるようになっている。

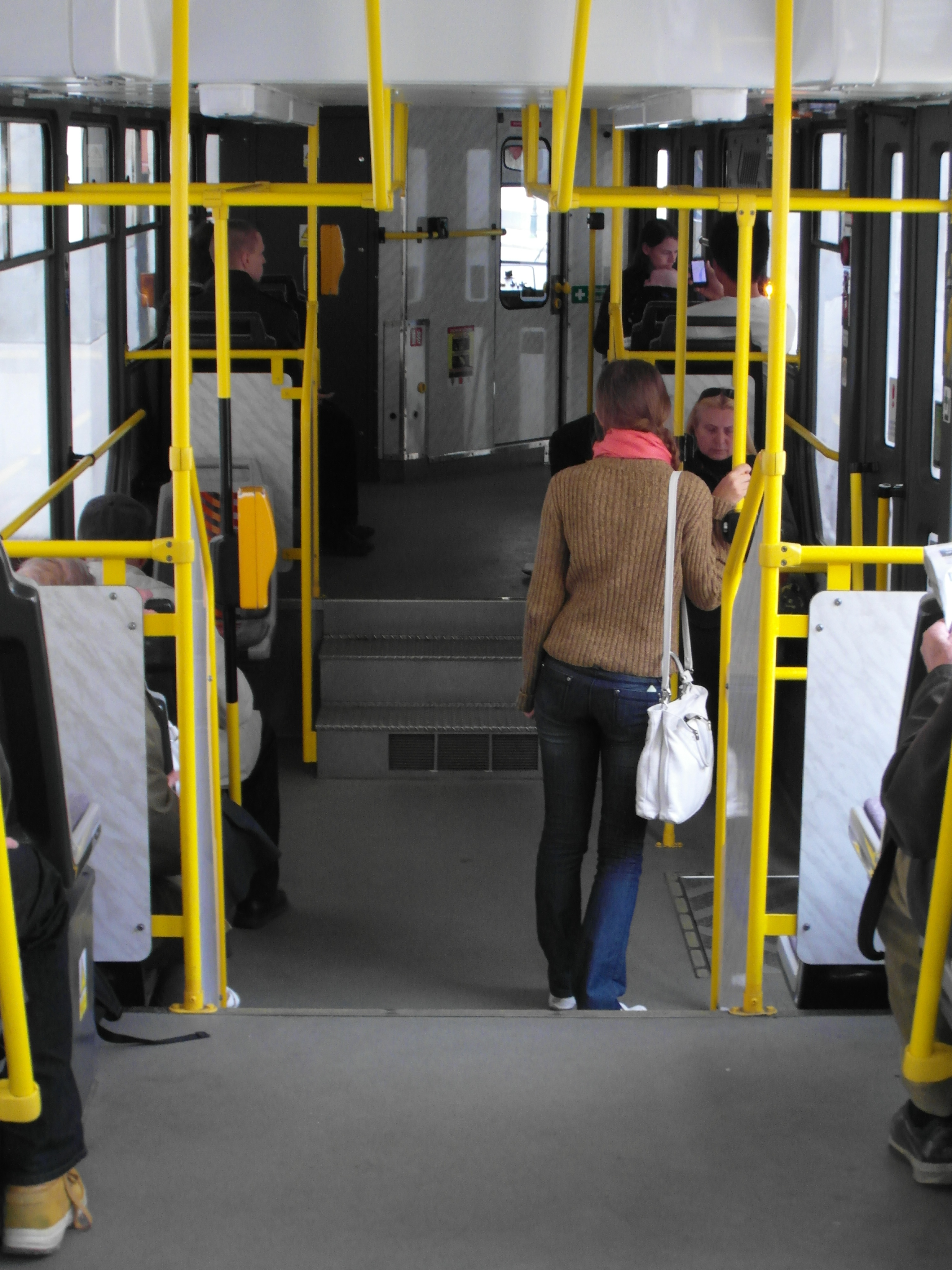
車内（T3R.PLF）
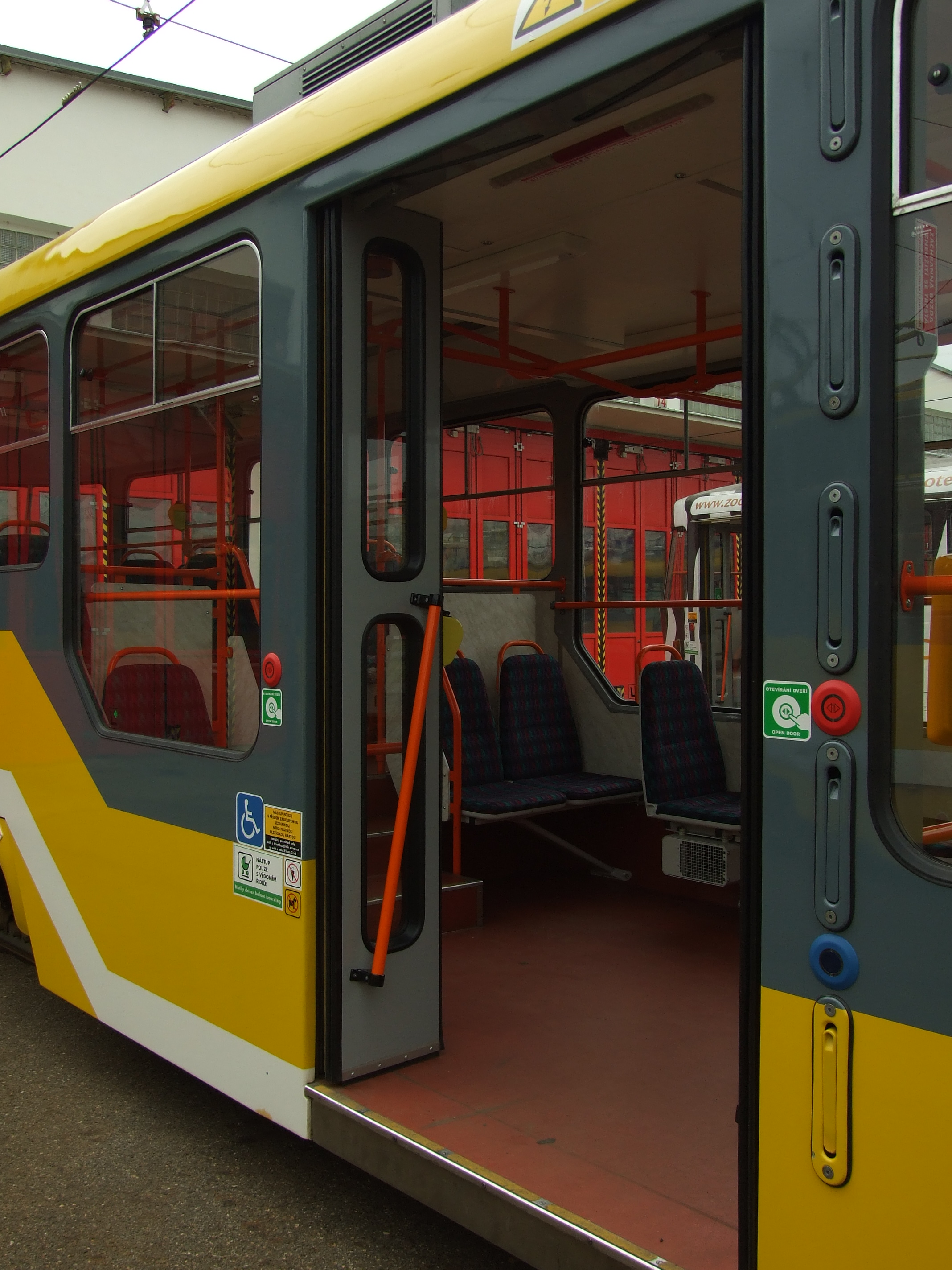
低床部分には折戸式の乗降扉が設けられている
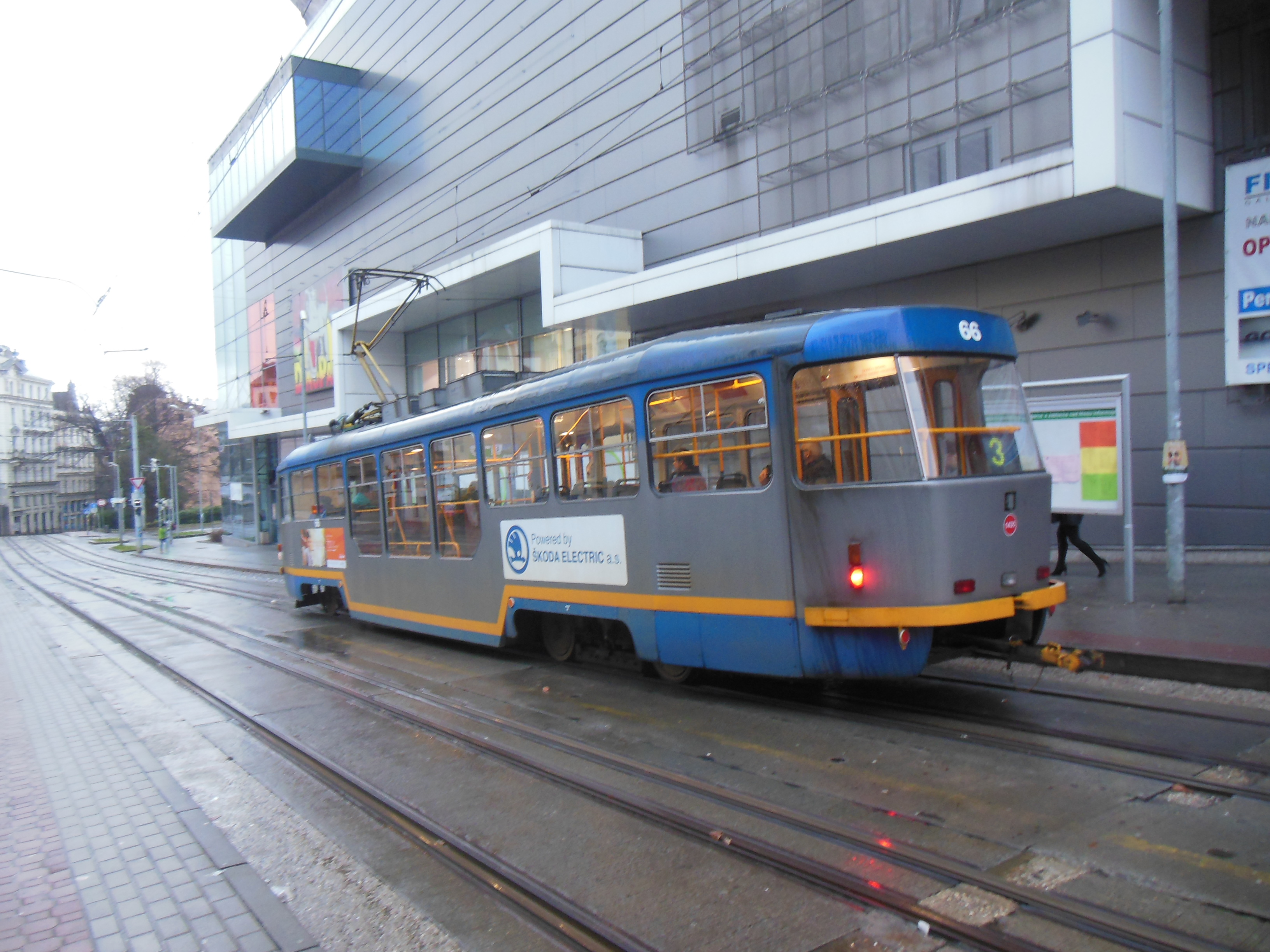
片運転台式のため車体後方には運転台がない（T3R.SLF）

## 運用
超低床電車を新規で購入するよりも安価である事に加え、連接車である超低床電車では輸送力が過剰となる路線や時間帯に適した定員数である事などの利点から、2005年の製造開始以降チェコやスロバキア各地の路線への導入が実施されている。特にチェコの首都・プラハを走るプラハ市電には超低床電車の新造と並行して夜間など利用客が少ない時間帯向けのT3R.PLFの導入が積極的に行われており、2018年までに35両が導入されている他、2020年には更に65両の追加改造契約がアライアンスTWと交わされ、2023年以降生産が続いている。2023年時点の導入車両は以下の通り。
| T3R.PLF・T3R.SLF 導入都市一覧 | T3R.PLF・T3R.SLF 導入都市一覧 | T3R.PLF・T3R.SLF 導入都市一覧 | T3R.PLF・T3R.SLF 導入都市一覧 | T3R.PLF・T3R.SLF 導入都市一覧 |
| 形式                          | 導入国                        | 都市                          | 導入両数                      | 備考                          |
| ----------------------------- | ----------------------------- | ----------------------------- | ----------------------------- | ----------------------------- |
| T3R.PLF                       | チェコ                        | プラハ (プラハ市電)           | 35両                          | [ 13 ]                        |
| T3R.PLF                       | チェコ                        | プラハ (プラハ市電)           | 65両(予定)                    | 座席を増設 2026年まで増備予定 |
| T3R.PLF                       | チェコ                        | リベレツ (リベレツ市電)       | 12両                          | [ 14 ]                        |
| T3R.PLF                       | チェコ                        | プルゼニ (プルゼニ市電)       | 18両                          | [ 15 ]                        |
| T3R.SLF                       | チェコ                        | リベレツ (リベレツ市電)       | 13両                          | [ 14 ]                        |

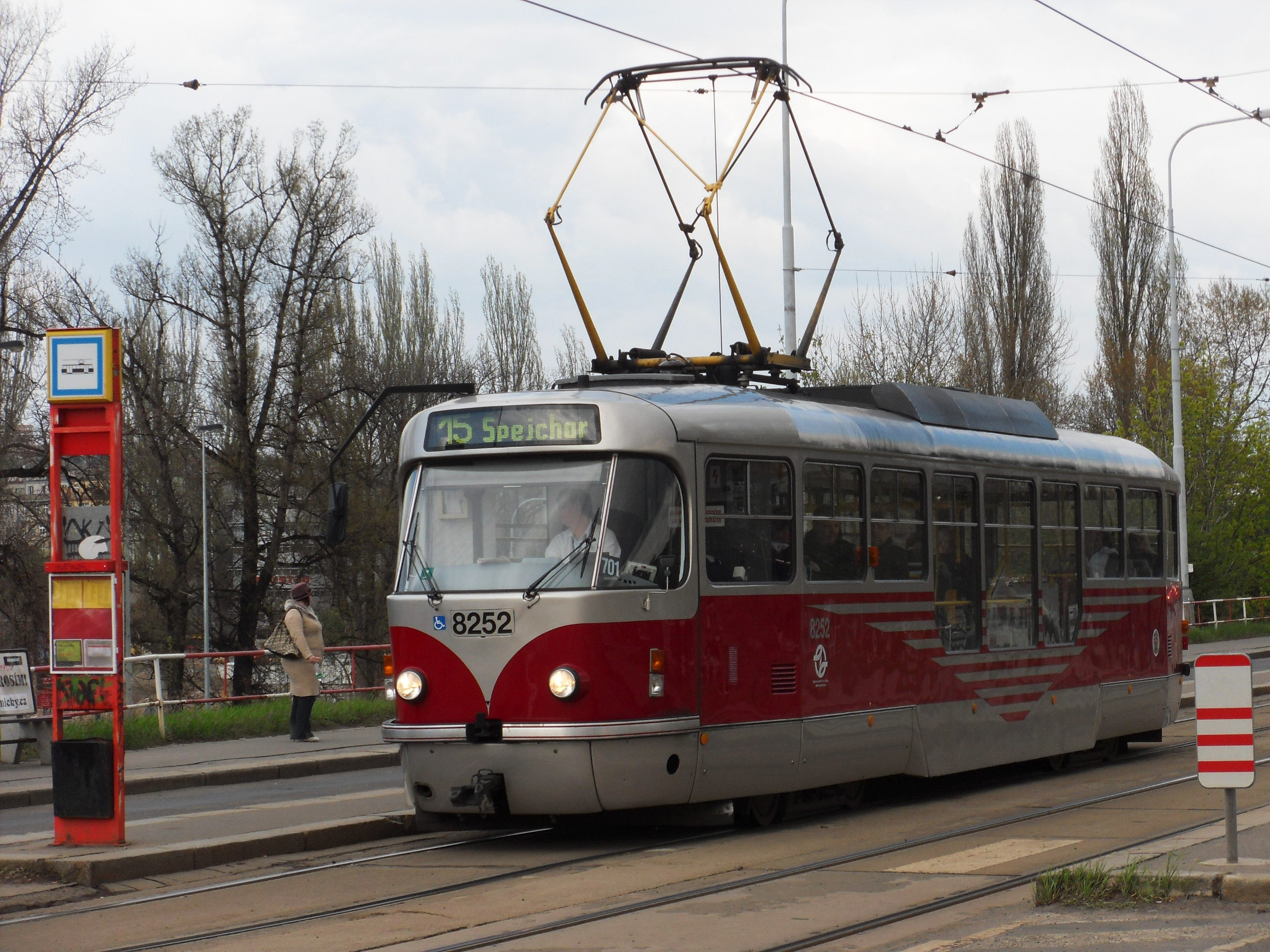
T3R.PLF（プラハ）
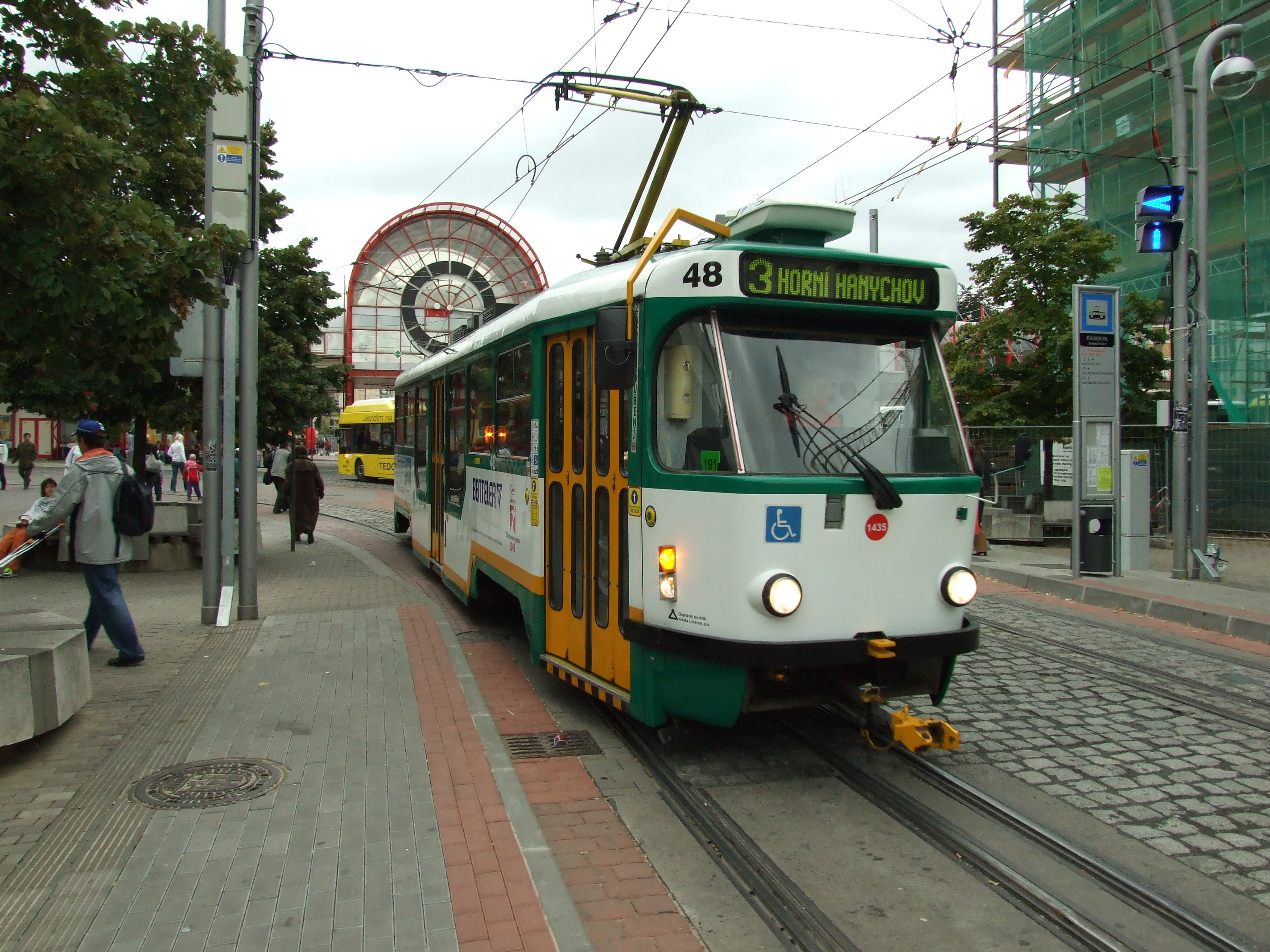
T3R.PLF（リベレツ、軌間1,435 mm）
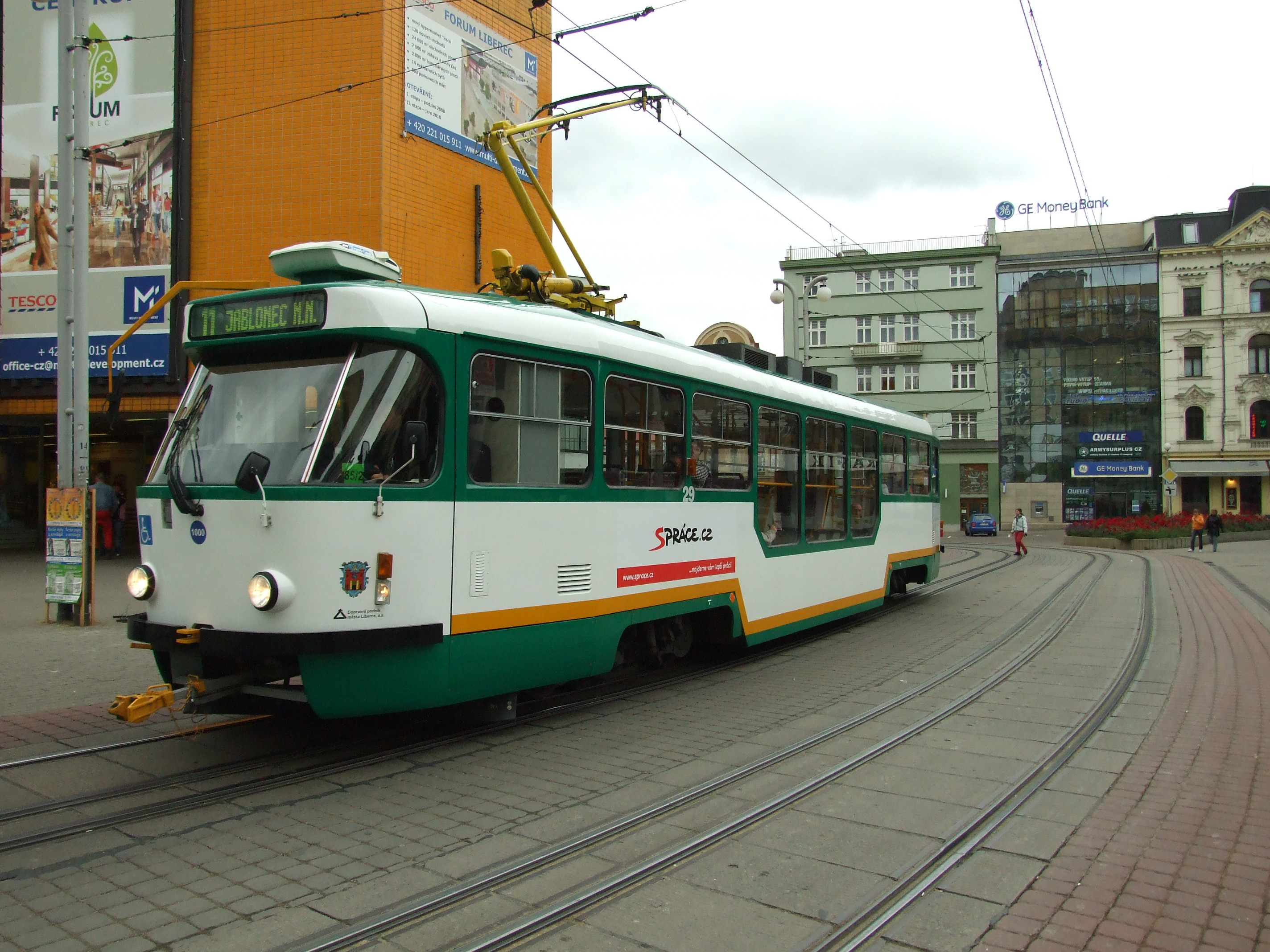
T3R.PLF（リベレツ、軌間1,000 mm）
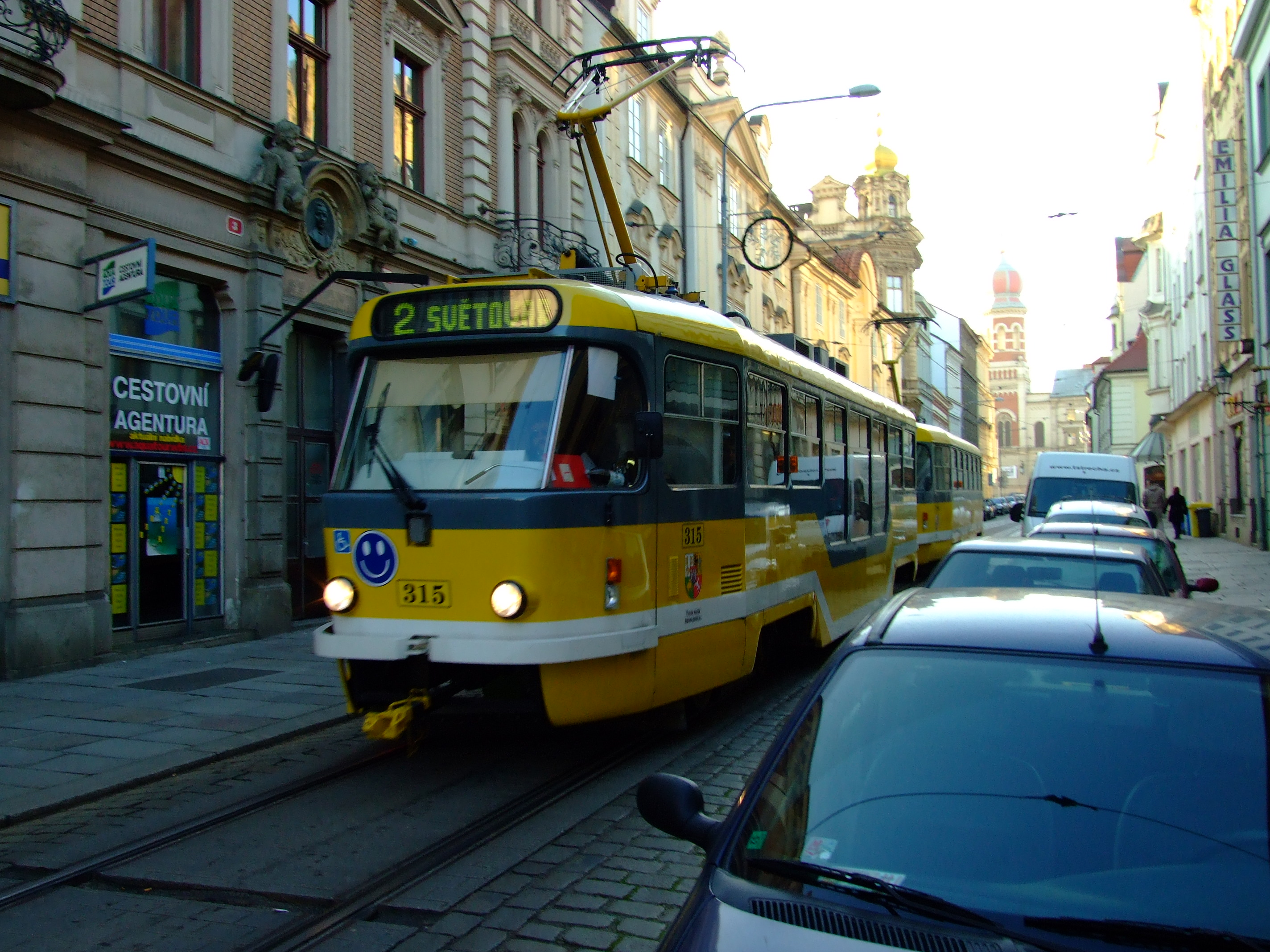
T3R.PLF（プルゼニ）
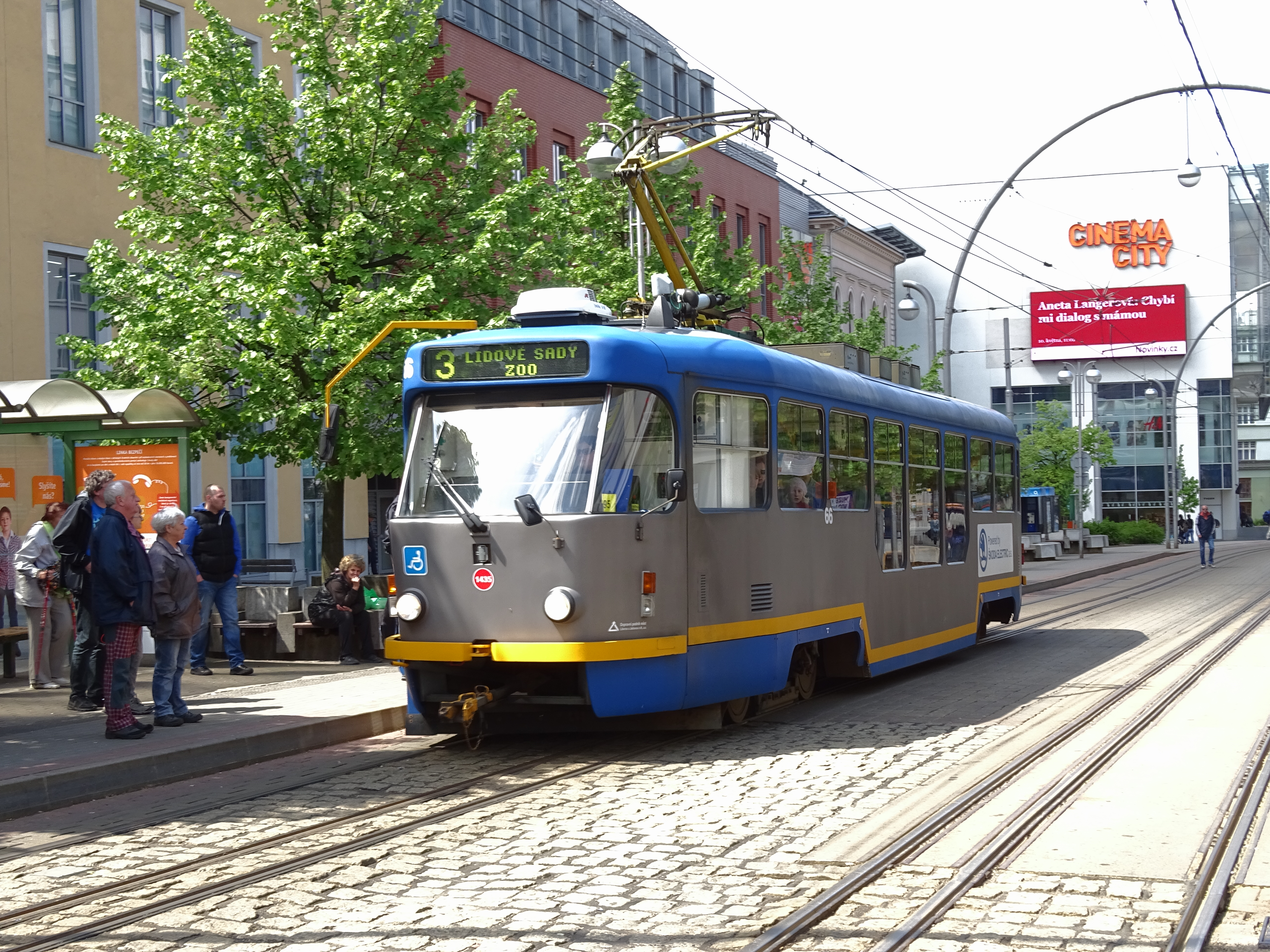
T3R.SLF（リベレツ、軌間1,435 mm）

## タトラT3UA-3
ウクライナ各都市の路面電車では2010年代以降、バリアフリー化や近代化を進める過程で完全新造車よりも購入費用が安価な機器流用車の導入が積極的に行われている。その中でもチェコの企業であるクエーサー・プラス（KVAZAR Plus s.r.o.）はアライアンスTWの代表企業であるプラゴイメックスとライセンス契約を結び、ウクライナの首都・キエフに本社を置く有限会社のポリテクノサービス（политехносервис）と共に、T3R.PLFに用いられる「VarCB3LF」と同型の部分超低床車体（低床率35％）の製造を行っている。電気機器についてもT3R.PLFと同様にセゲレツ製のTVプログレスが導入されている一方、前面形状については1990年代にČKDタトラによるタトラT3近代化プロジェクトの一環としてインダストリアルデザイナーのパトリック・コタスが手掛けたデザインを基本とする。その形状から「栗」を意味する「カシュタン」（Каштан）と言う愛称で呼ばれる事もある。
- T3UA-3（キーウ市電、オデッサ市電） - ウクライナの首都であるキーウの路面電車向けに製造された形式で、2011年12月から営業運転を開始した。9両分の車体が製造されたが、予算不足のため実際に導入されたのは6両のみに留まり、火災事故の影響もあり2020年現在3両が使用されている。余剰となった3両分の車体については2015年にオデッサ市電へ移送され、修理工場で電気機器やタトラT3から供出された台車と組み合わせた上で営業運転に使用されている[17][19][20]。
- T3 KVP Od（Т3 КВП Од）（オデッサ市電） - 2017年、オデッサで公共交通機関を運営するオデッサゴルエレクトロトランス（Одессгорэлектротранс）は、ポリテクノサービスとの間に新造車体購入に関する契約を結んだ。オデッサまで輸送されたT3UA-3の車体は修理工場でセゲレツ製の電気機器（TVプログレス）や同市電で使用されていたタトラT3の台車と組み合わされる。2017年から営業運転を開始し、2019年の時点で18両が導入されているが、その中で2018年以降に製造された2両については前面デザインが変更され「オデッセイ」（Одиссей）と言う愛称が付けられている[17][21][22][23][24]。
- T3UA-3-ZP（ウクライナ語版）（T3UA-3-ЗП）（ザポリージャ市電） - ウクライナ南部のザポリージャの路面電車向けの形式。2017年7月27日から営業運転を開始し、2020年現在10両が使用されている。購入費用は1両あたり600万フリヴニャで、完全新造車と比べ3分の1に抑えられている[18][25]。
- T3-KVP（Т3-КВП）（ザポリージャ市電） - 2020年以降、ザポリージャ市電に導入される機器流用車は、オデッサ市電に導入された「オデッセイ」と類似した車体デザインに変更されている他、内装や暖房装置の改良も施されている。この形式の車両は2024年1月時点で6両が導入され、うち5両が営業運転に使用されている[26][27]。
- T3-VPNP（Т3-ВПНП）（ハルキウ市電） - 2017年から2018年にかけて3両が導入された機器流用車。他都市とは前面デザインが大きく変更された他、主電動機は他都市で廃車となったタトラT6A5から流用されたものが使用されている。また電気機器は管理システム「Chergos（Чергос）」によって管理されている他、双方向ネットワークシステム「CAN」も搭載する。契約当初は5両が導入される予定だった[28][29]。

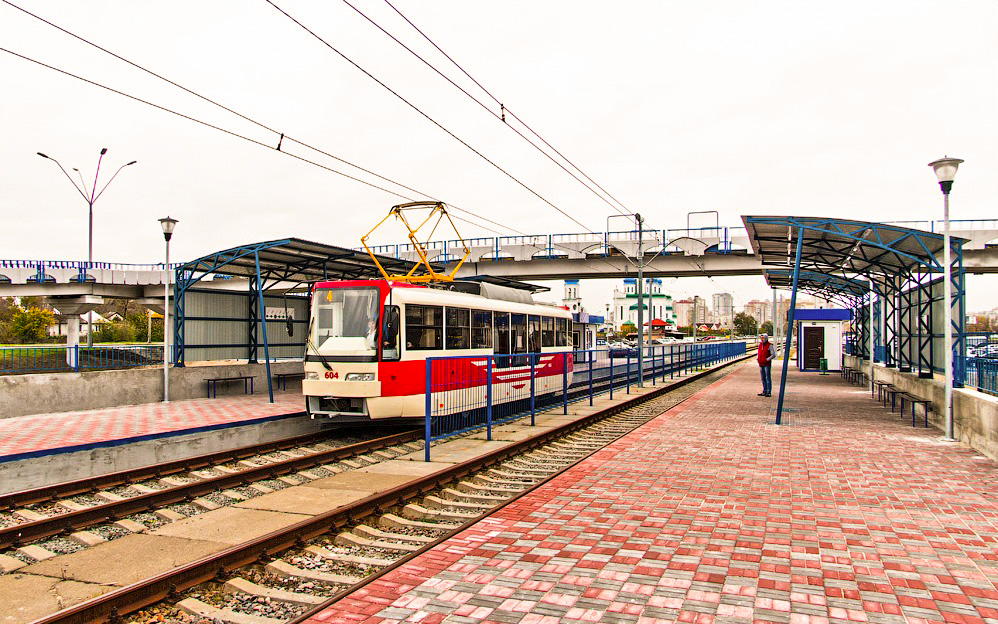
T3UA-3（キエフ）
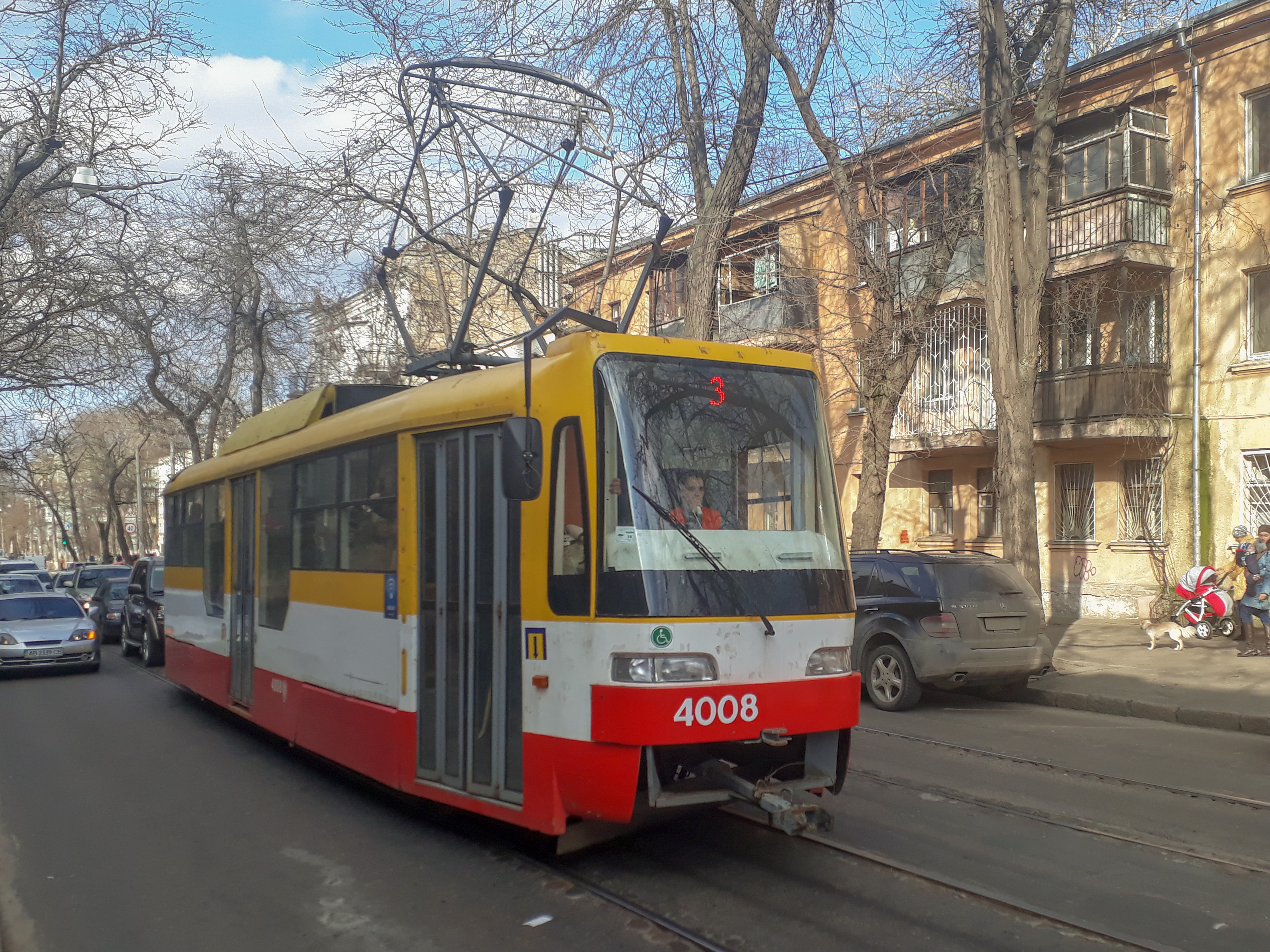
T3 KVP Od（オデッサ）
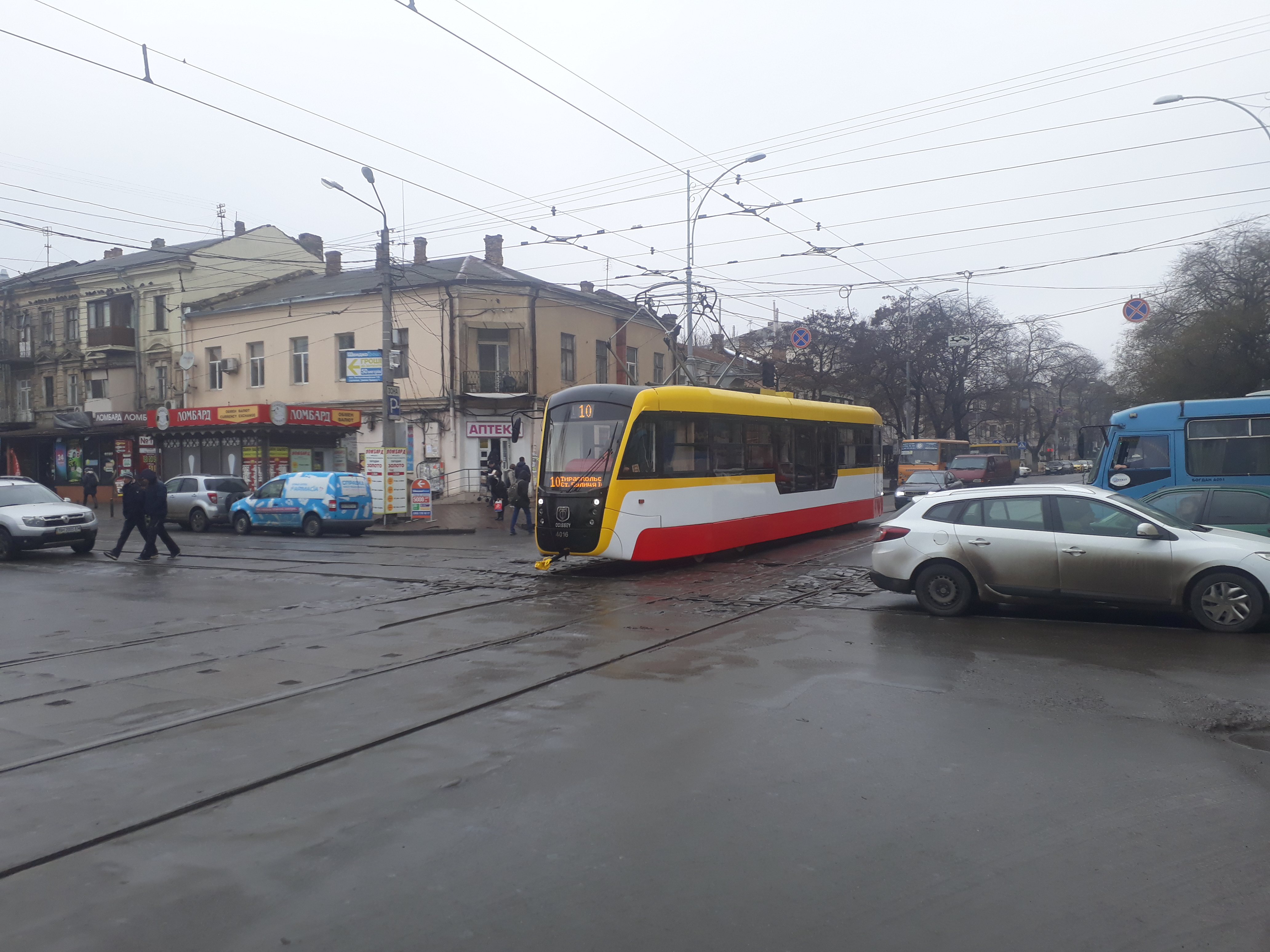
T3 KVP Od "オデッセイ"（オデッサ）
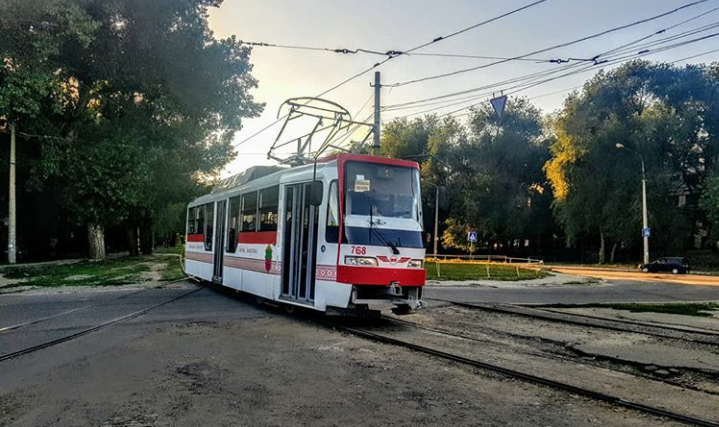
T3UA-3-ZP（ザポリージャ）
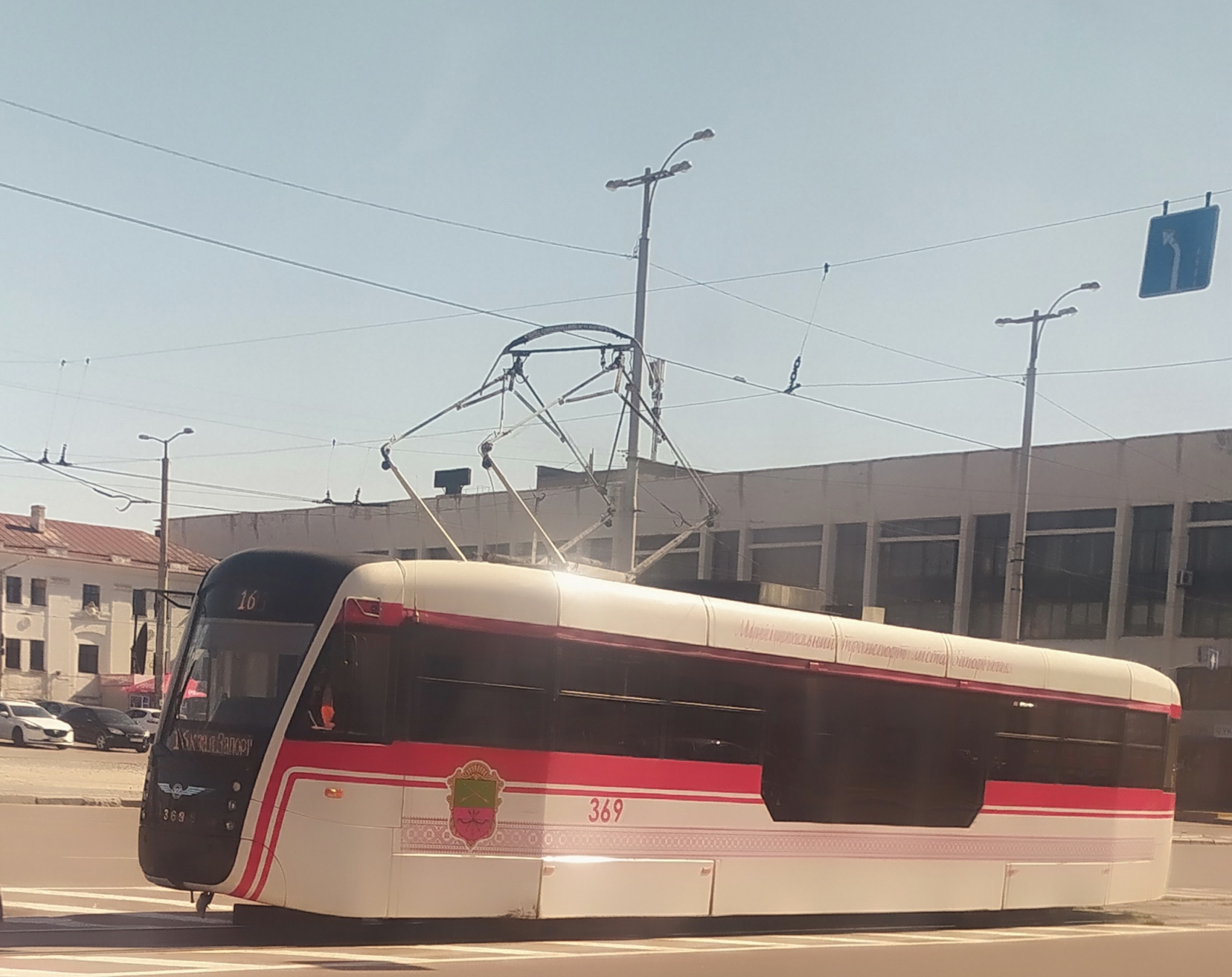
T3-KVP（ザポリージャ）
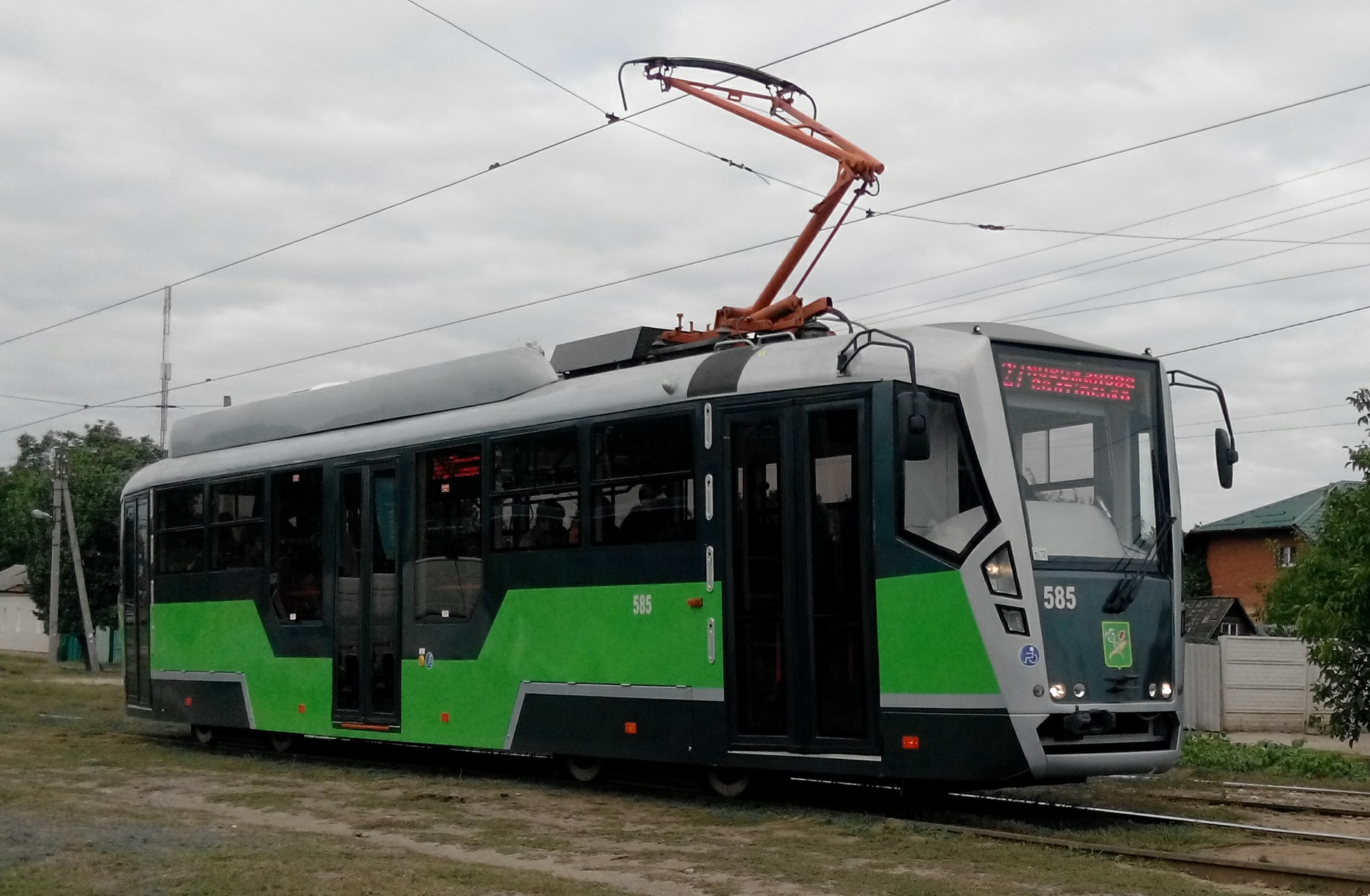
T3-VPNP（ハルキウ）

## 71-412

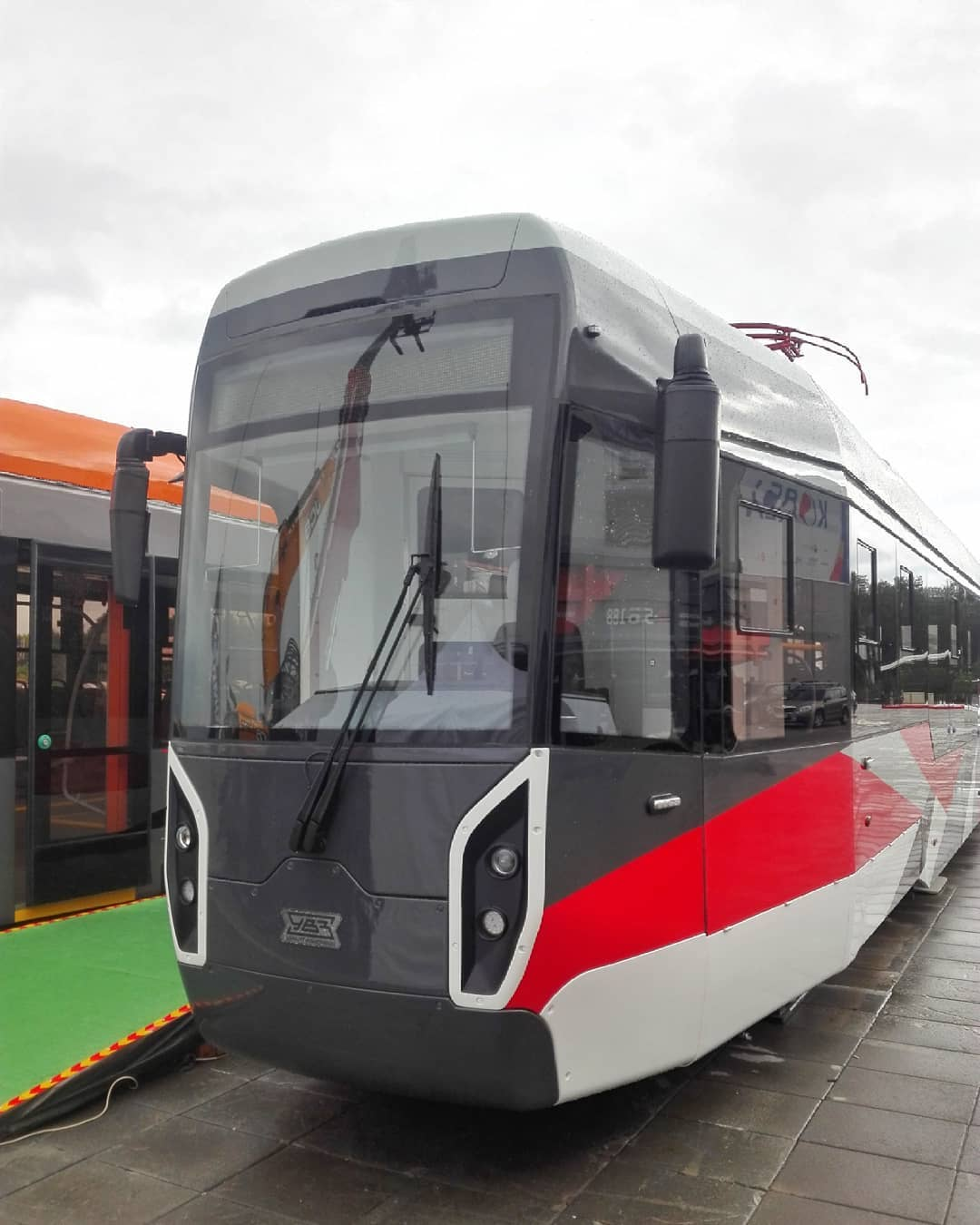
71-412

ロシア連邦の輸送用機器メーカーであるウラルトランスマッシュは、2010年代後半以降アライアンスTWの代表企業であるプラゴイメックスとのライセンス契約を締結し、同社が展開する路面電車車両を基にした車両の開発を行っている。その1つが、ソビエト連邦向けに展開されたタトラT3SUの台車や機器を流用し、「VarCB3LF」と同型の部分超低床車体や新造した電気機器と組み合わせた71-412である。車体の製造にはニジニ・ノヴゴロドの"フォボス・TS"（Фобос-ТС）も関わっており、前面は人間工学を応用した運転台を含め新規にデザインが起こされている。
2018年にエカテリンブルクで開催された鉄道車両の見本市「INNOPROM-2018」で発表され、以降は各都市で試運転が行われた。その後、2020年にこの試作車を含めた4両がオムスク市電（オムスク）で営業運転を開始して以降、71-412は以下のロシア連邦各地の路面電車路線に向けて製造が行われている。また、ウラルトランスマッシュでは71-412を基にした狭軌（1,000 mm）向けの新型車両である71-411を開発している。
- オムスク市電（オムスク） - 4両を導入[34]。
- ニジニ・タギル市電（ニジニ・タギル） - 12両を導入[36]。
- ウラジカフカス市電（ウラジカフカス） - 28両を導入[37]。

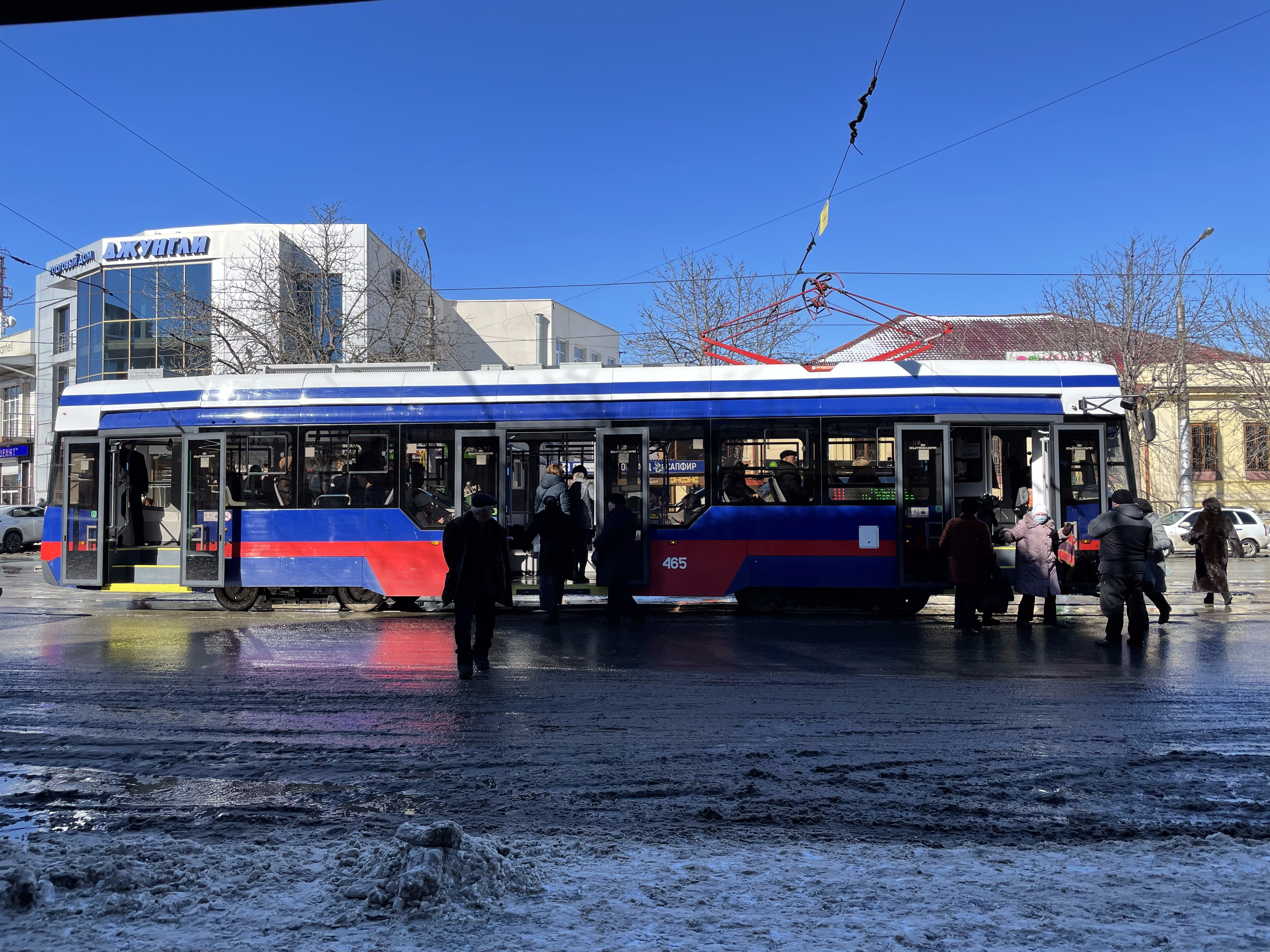
ウラジカフカス市電（ウラジカフカス） （2023年撮影）

### その他のタトラT3・部分低床車体更新車

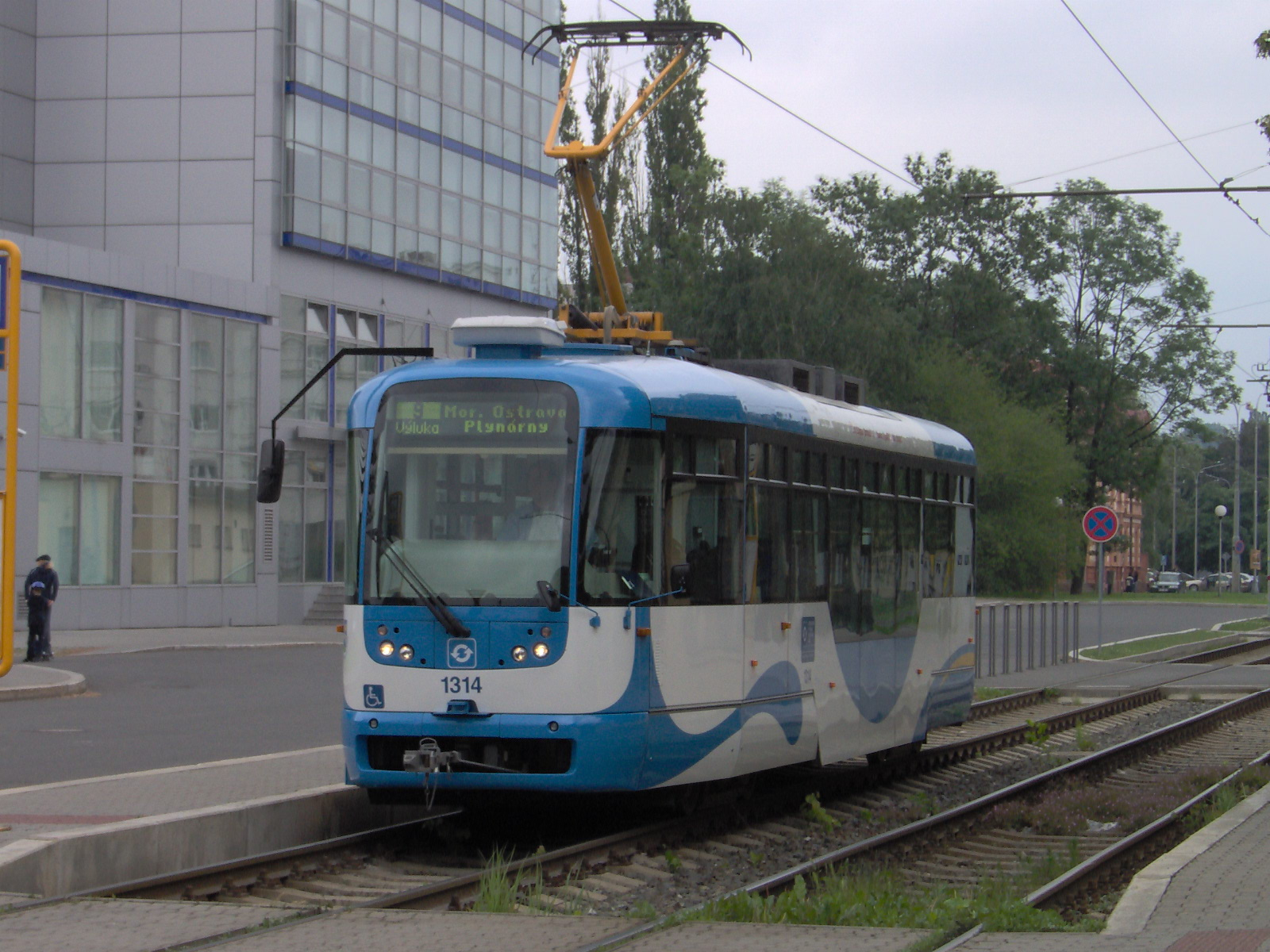
ヴァリオLFR

- ヴァリオLFR - アライアンスTWが展開する「ヴァリオLF」（VarioLF）のうち、タトラT3の機器を流用した形式。車体はT3R.PLFやT3R.SLFと同様に部分超低床構造の「VarCB3LF」を用いるが前面形状や電気機器が異なっている。2020年現在、アライアンスTWではT3R.PLFやT3R.SLFについてもヴァリオLFの車種の1つとしている[2][3][7]。

### 他国の類似例
- AKSM-62103 - ベラルーシのベルコムンマッシュが展開する部分超低床電車。新造車両に加え、ノヴォシビルスク市電にはソビエト連邦時代に製造された路面電車車両・KTM-5の一部部品を流用した車両が導入されている[38][39]。
- 函館市交通局8100形電車 - 日本における、旧型電車の機器を流用して製造された部分超低床電車。ただしT3R.PLFやT3R.SLF、AKSM-62103と異なり1両のみの導入に留まった[40]。

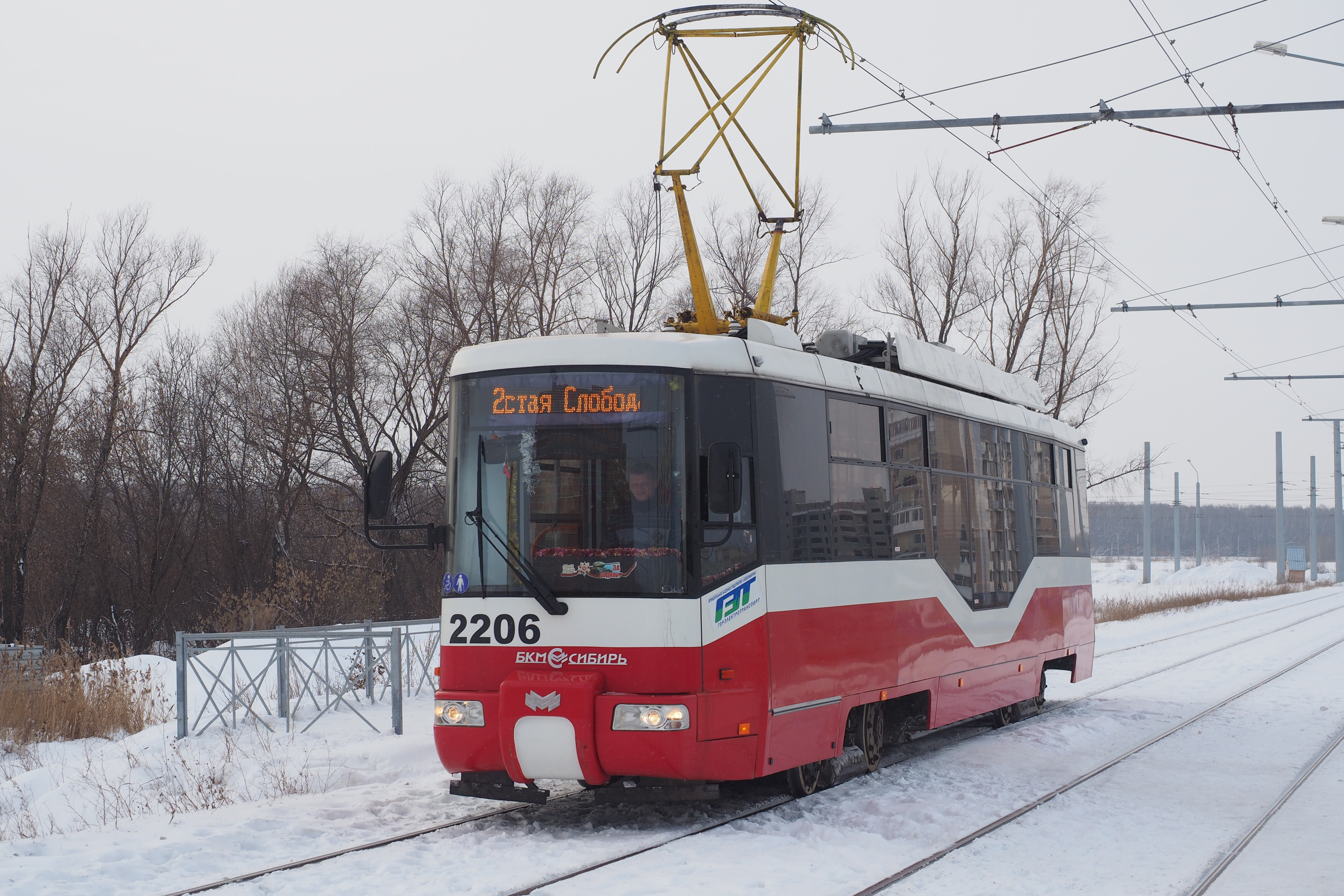
AKSM-62103（機器流用車）
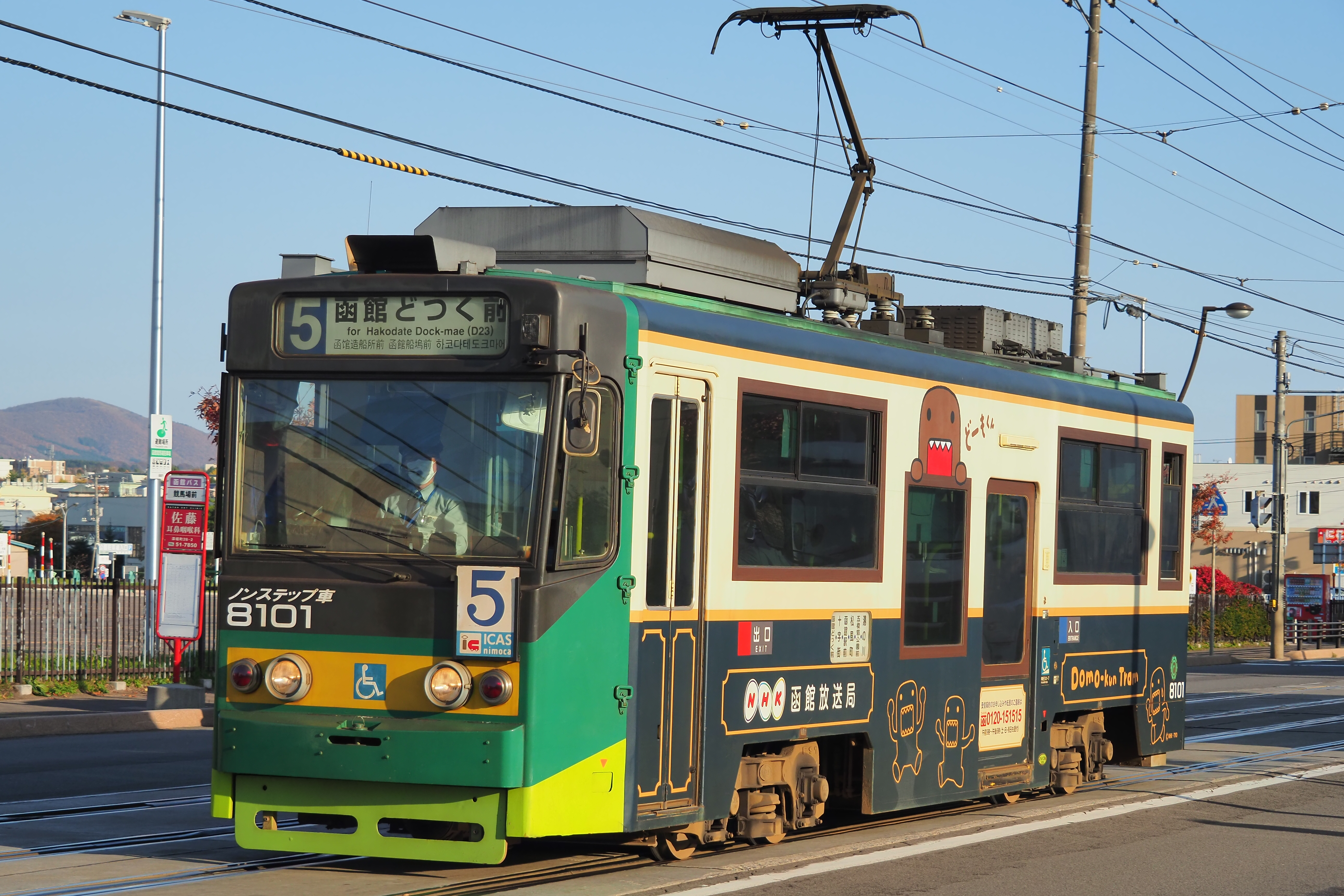
函館市交通局8100形電車